# Porphyry Ridge
Porphyry Ridge är en bergstopp i Antarktis. Den ligger i Västantarktis. Argentina, Chile och Storbritannien gör anspråk på området. Toppen på Porphyry Ridge är 529 meter över havet, eller 35 meter över den omgivande terrängen. Bredden vid basen är 0,56 km.
Terrängen runt Porphyry Ridge är bergig åt sydost, men åt nordväst är den kuperad. Havet är nära Porphyry Ridge åt nordväst. Trakten är glest befolkad. Närmaste befolkade plats är Gonzalez Videla Station, 8,6 kilometer norr om Porphyry Ridge. 